# Дејан Ненадов
Дејан Ненадов (Нови Сад, 28. октобар 1966) српски је ликовни уметник. Познат је по својим стриповима, сликама и илустрацијама. Аутор је култног југословенског стрипа из 1980-их „Елазар“.

## Биографија
Ненадов је у родном граду је завршио основну и средњу школу примењене уметности, као и Академију уметности. Последипломске студије је завршио на Статенс Кунстакадеми у Ослу. Од 1992. године живи у Амстердаму.
Први стрип му је објављен 1978. године у школском листу Ми. Стрипом се професионално бави од 1982. године, када започиње сарадњу са „Форум – Маркетпринтом“ из Новог Сада. За ову издавачку кућу прво ради кратке стрипове по сценаријима које је радио заједно са оцем Живком, као и по сценаријима Душана Вукојева. Касније објављује две епизоде стрипа о Витезу Баларду.
За  стрип Дечјих новина из Горњег Милановца ради стрип серијал „Елазар“, који аутору доноси култни статус на подручју бивше Југославије, а сарађује и са сценаристом Невеном Античевићем.
У деведесетим, након одласка из Новог Сада првенствено се посветио сликарству, а стрипом се бавио знатно мање, радећи по сценаријима Бошка Кецмана. Сарађује са немачким издавачем „Bastei“. Један је од аутора укључених у пројекат „Signed by war“ (1994).
Сарадњу са француским издавачем „Делкур“ започиње 2008. године, радећи серијал „Arcanes“ према сценарију Жана-Пјера Пекоа. Од 2001. сарађује и са кућом „Солеј“, за коју ради на серијалу „Ys – la legende“ према сценарију Жана-Лика Истена.

## Награде и признања (избор)
- Награда на конкурсу YU стрипа за младе цртаче
- Прва награда на конкурсу Омладинских новина
- Прва награда на конкурсу часописа Видици и YU стрип
- Награда „Златно перо“
- Награда „Захарије Орфелин“.